# Brian Hoskins
Sir Brian Hoskins, född 17 maj 1945, är professor i dynamisk meteorologi vid universitetet i Reading. Hoskins studerade matematik men övergick efter examen till forskning i dynamisk meteorologi. Hans forskning har till stor del handlat om atmosfärens storskaliga strömning men också om väderfronter och fuktprocesser. 
Hoskins har lagt fram flera matematiska teorier som beskriver frontogenes och cyklogenes det vill säga bildandet av väderfronter och cykloner. Han har dessutom undersökt den indiska monsunen samt global uppvärmning och han var en av författarna bakom IPCCs fjärde rapport från 2007. 
Hoskins belönades 1988 med amerikanska meteorologisamfundets finaste utmärkelse Carl-Gustaf Rossby-medaljen.